# Juigalpa
Juigalpa ist Hauptstadt des  Departamentos Chontales in Nicaragua. Sie ist über die Carretera Rama (Boaco-San Miguelito) mit dem 139 Kilometer entfernten Managua verbunden.

## Geographie
Juigalpa liegt am Fuß der Serranías de Amerrisque, welche die Wasserscheide zwischen Lago de Nicaragua und Atlantik sind. Die Carretera führt durch den tiefsten Teil von Juigalpa. Die Anhöhen haben teilweise Sicht auf die Serranías de Amerrisque. Juigalpa hat 20 Comarcas (Bezirke).

## Geschichte
Juigalpa bedeutet in Nahuat dicker Kürbis oder Nest der schwarzen Schnecken. 1659 wurde Juigalpa in einem Schriftstück des Bürgermeisters Jerónimo de Villegas genannt, der beim Präsidenten der Audiencia von Guatemala, Sebastián Álvarez Alfonso Rosica de Caldas (1666–1671), die Zuteilung eines Ejidos beantragt hatte. Am 24. April 1668 wurde das Ejido zugewiesen. 1752 war Juigalpa de la Asunción ein Dorf mit einem Cabildo de Indios, einem Cabildo de Españoles, mit 34 Höfen, 224 Personen und einer Milicia. Am 4. Februar 1862 wurde Juigalpa zum Villa (Städtchen) aufgewertet.
Die verfassungsgebende Versammlung der konservativen Partido Legitimista (PL) in Granada (Nicaragua) legte im Dezember 1833 per Gesetz fest, dass Nicaragua in drei Departamentos gegliedert würde, Chontales gehörte nach dieser Gliederung zu Granada. Am 11. Juni 1877 wurde Juigalpa Hauptstadt des Departamentos Chontales, worum sich auch Acoyapa beworben hatte. 1935 wurde aus Departamento Chontales das Departamento Boaco ausgegliedert. 1949 wurde vom Departamento Chontales, Departamento Río San Juan ausgegliedert.
Im Jahr 1962 wurde in der Stadt das römisch-katholische Bistum Juigalpa errichtet. Die Kathedrale Nuestra Señora de la Asunción wurde von 1966 bis 1996 errichtet.

## Bildung
In Juigalpa befinden sich Zweige von nicaraguanischen und mittelamerikanischen Universitäten.
- Cristiana Universidad Autónoma de Nicaragua (Ucan)
- Universidad Internacional (UNIVAL) – Chontales
- Universidad National Agraria – Juigalpa
- Universidad Nacional Autónoma de Nicaragua (unan) – Chontales
- Universidad Popular de Nicaragua (UPONIC)

## Fiesta Patronal
Die Fiesta Patronal an Maria Himmelfahrt wird in der Woche des 15. August gefeiert. Ein großer Teil dieser Feier findet in der Plaza de Toros im Stadtzentrum statt. Hier findet auch ein Stierreiten statt, an dessen Verletzungen etwa fünf Menschen jährlich sterben. Deshalb ist es ein guter Festtag, wenn niemand stirbt. Als Mayordomus fungiert teilweise die Alcaldia, und die Fundacion Para La Promocion y el Desarrollo (PRODESA) lädt auf ihr Grundstück im Westen der Stadt ein.

## Infrastruktur
- Die Versorgung mit elektrischem Strom geschieht über ein örtliches Netz.
- Das Telefon-Festnetz wird von Enitel betrieben. Die beiden Mobilfunk-Unternehmen in Nicaragua, Claro und Movistar, decken das Stadtgebiet von Juigalpa ab.
- Es gibt einige Radio-Stationen in Juigalpa, zu diesen gehören: Radio Asunción 720 AM, Radio Centro 870 AM, Radio Sabrocita 100,1 FM und Estereo Medidano 94,1. Es gibt auch zwei lokale Fernsehsender, Canal 14 und Canal 20.
- Das Krankenhaus für Kassenpatienten heißt Hospital Camilo Ortega Saavedra.

## Unterhaltung
- Diskotheken: Café Iguana, Hotter's (Caracoles Negros) und La Quinta.
- Thomas Belt Zoo
- Gregorio Aguilar Barea Archäologische Museum mit mehreren Steinschnitzereien und weiteren Artefakten aus der Sierra de Amerrisque.

## Verkehr
Die Stadt ist eine Station des Landverkehrs in den Osten Nicaraguas.
Die Busanbindung von Managua geht vom Mercado Mayoreo und hat eine Fahrzeit von etwa drei Stunden bzw. zwei mit dem Expressbus. Es gibt auch Charter-Hubschrauber ab Managua. Innerhalb der Stadt sind Taxis das vorherrschende Transportmittel.

## Wirtschaft
Im Departamento Chontales werden 90 % des Rindfleisch in Nicaragua produziert. Casey B. Welch kam 2001 mit dem United States Peace Corps nach Juigalpa, seither hat er ein Unternehmen für Beef Jerky in Juigalpa.

## Städtepartnerschaften
- Die Schwesterstädte von Juigalpa sind Den Haag und Leiden in den Niederlanden.

## Persönlichkeiten
- Humberto Ortega (1947–2024), Guerillero, Politiker und Militär